# Chardonne
Pour l’écrivain français, voir Jacques Chardonne.
Chardonne (/ʃaʀdɔn/) est une commune suisse du canton de Vaud, située dans le district de la Riviera-Pays-d'Enhaut.

## Géographie

Photo aérienne (1960)

La commune de Chardonne se situe au bord du lac Léman. Elle comprend la localité de Mont-Pèlerin et englobe également le sommet du Mont Pèlerin, où les forêts et les champs sont majoritaires. Les vignes sont également omniprésentes dans la commune qui fait partie de Lavaux.
Le territoire de Chardonne s'étend sur 10,32 km2. Lors du relevé de 2013-2018, les surfaces d'habitations et d'infrastructures représentaient 16,9 % de sa superficie, les surfaces agricoles 45,7 %, les surfaces boisées 36,8 % et les surfaces improductives 0,4 %.
| Chexbres       | Granges (FR)                     | Attalens (FR) |
| Saint-Saphorin | de Chardonne                     | Jongny        |
| Saint-Saphorin | Léman lac frontière de la France | Corseaux      |

## Toponymie
Le toponyme, qui se prononce /ʃaʀdɔn/, est attesté vers l'an mil : ad Carduna — en 1142 : Rodulfus de Chardona — 1324 : Chardone.
Ce nom de lieu peut avoir plusieurs origines. Celle d'un adjectif féminin cardona, dérivé du nom de personne latin Cardo ou alors le même mot cardona qui en gaulois veut dire « domaine de Cardonos ».
La commune se nomme Tsèrdena en patois vaudois.

## Histoire
Possession de l'abbaye de Saint-Maurice jusqu'en 1079, Chardonne fait partie du bailliage de Lausanne de 1536 à 1798, mais le bailli d'Oron y avait des compétences. Plus précisément, Chardonne fait partie de la châtellenie ainsi que de la paroisse politique de Corsier, terre de l'évêché de Lausanne. Fief de la famille de Blonay, une partie de Chavannes fut inféodée en 1226 à l'abbaye de Hautcrêt et une autre aux seigneurs d'Oron en 1284.
Jusqu'en 1798, l'exécutif (appelé « conseil ») était composé de 6 membres et d'un gouverneur. Relevant du bailliage d'Oron dès 1707 pour les causes civiles, Chavannes fournissait cinq des douze conseillers de la commune générale de Corsier (auj. Corsier-sur-Vevey).
Anciennement liée avec Jongny et Corseaux à la paroisse de Corsier, Chardonne rejoint le district de Vevey en 1798, mais reste lié aux autres villages. Finalement, le décret du Grand Conseil du 19 décembre 1833, divise l'ancienne paroisse politique de Corsier en quatre communes indépendantes et Chardonne devient alors une commune à part entière.

## Population et société

### Gentilé et surnom
Les habitants de la commune se nomment les Chardonnerets.
Ils sont surnommés les Chardons, plante qu'on retrouve sur les armoiries et qui était abondante dans les vignes.

### Démographie

#### Évolution de la population
La commune compte 3 236 habitants au 31 décembre 2023 pour une densité de population de 314 hab/km2. Sur la période 2010-2023, sa population a augmenté de 22,1 % (canton : 18,6 % ; Suisse : 9,4 %).  

#### Pyramide des âges
En 2023, le taux de personnes de moins de 30 ans s'élève à 28,1 %, au-dessous de la valeur cantonale (34,6 %). Le taux de personnes de plus de 60 ans est quant à lui de 30,3 %, alors qu'il est de 22,5 % au niveau cantonal.
La même année, la commune compte 1 542 hommes pour 1 694 femmes, soit un taux de 47,7 % d'hommes, inférieur à celui du canton (49,1 %).
| Hommes | Classe d’âge | Femmes |
| ------ | ------------ | ------ |
| 1,2    | 90 ans ou +  | 2,2    |
| 8,6    | 75 à 89 ans  | 10,9   |
| 19,2   | 60 à 74 ans  | 18,5   |
| 22,4   | 45 à 59 ans  | 23,4   |
| 19,1   | 30 à 44 ans  | 18,5   |
| 15,0   | 15 à 29 ans  | 13,3   |
| 14,6   | - de 14 ans  | 13,2   |

| Hommes | Classe d’âge | Femmes |
| ------ | ------------ | ------ |
| 0,6    | 90 ans ou +  | 1,4    |
| 6,5    | 75 à 89 ans  | 8,7    |
| 13,5   | 60 à 74 ans  | 14,3   |
| 20,9   | 45 à 59 ans  | 20,9   |
| 22,3   | 30 à 44 ans  | 21,7   |
| 19,6   | 15 à 29 ans  | 17,7   |
| 16,6   | - de 14 ans  | 15,3   |

### Sociétés locales
- FSG Chardonne-Jongny
- BC Mont-Pèlerin
- Club de Pétanque
- Fanfare de Chardonne-Jongny
- UHC Jongny
- Chorale du Pèlerin
- Arcana
- Ski Club Chardonne
- Jeunesse du Pressoir

## Économie
Originellement une commune agricole et viticole, Chardonne assure encore 13 % de ses emplois dans le domaine primaire en 2000.
Chardonne a inauguré le funiculaire Vevey-Mont-Pèlerin en 1900 et a ouvert au XXe s. quelques hôtels. Souffrant du phénomène pendulaire, Chardonne devient une commune résidentielle pour les salariés travaillant chez Nestlé ou dans la capitale vaudoise.

## Politique
Chardonne est l'une des seules communes du district de la Riviera-Pays-d'Enhaut à élire son conseil communal au scrutin proportionnel. En 2010, cinq partis ou groupements se partagent les 50 sièges du Conseil communal : le GCI (Groupement des citoyens indépendants) avec 21 sièges, le PRD avec 13 sièges, le PL avec 12 sièges et enfin l'UDC avec 4 sièges. En 2011, le Parti libéral-radical obtient 18 sièges, le Groupement des citoyens indépendants 17 sièges, Chardonne sans Parti 12 sièges et l'Union démocratique du Centre 3 sièges. En 2016, le  Parti libéral-radical obtient 21 sièges, Chardonne sans Parti 17 sièges et le Groupement des citoyens indépendants 12 sièges.
| Date | PRD | PLS | PLR | GCI | CSP | UDC |
| ---- | --- | --- | --- | --- | --- | --- |
| 2006 | 13  | 12  |     | 21  |     | 4   |
| 2011 |     |     | 18  | 17  | 12  | 3   |
| 2016 |     |     | 21  | 12  | 17  |     |

### Liste des syndics
- Eric Berney (PRD)
- Alain Neyroud (GCI)
- Jean-Philippe Blanc (GCI) jusqu'en 2006
- Serge Jacquin (PRD), 2006 à 2016
- Fabrice Neyroud (CSP), 2016 à 2023
- Alice Reymond (CSP), dès 2023

### Jumelages
Chardonne est jumelée avec la commune française de Barbezieux-Saint-Hilaire en Charente depuis 1986, car cette commune se trouve être le lieu de naissance de l'écrivain Jacques Chardonne, qui choisit son pseudonyme après un séjour dans le canton de Vaud. À l'époque, une fois tous les 2 ans, des échanges scolaires avaient lieu entre les deux villages.

## Culture et patrimoine

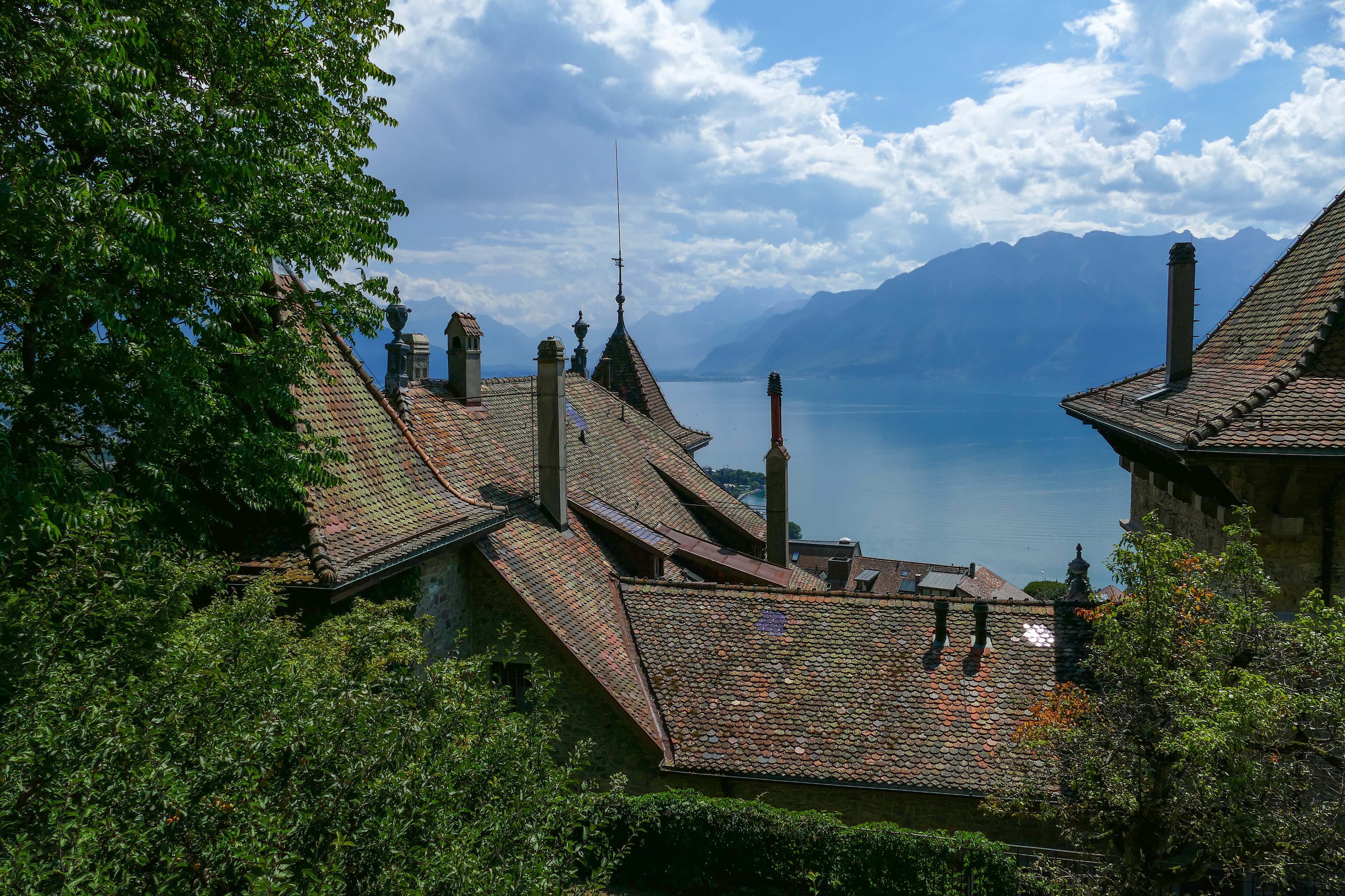
Chardonne

### Manifestations
Chaque année à Chardonne, un marché de vin est organisé fin mai ainsi que les caves portes ouvertes mi-novembre.

### Armoiries
D'argent à trois chardons fleuris au naturel, mouvant d'un mont à trois coupeaux de sinople' sur les chardons dextre et senestre deux chardonnerets affrontés au naturel. Ces armoiries apparaissent au XVIIIe siècle et résultent d'une interprétation étymologique populaire.